# بات وودز (سياسي)
بات وودز (بالإنجليزية: Pat Woods)‏ هو سياسي أمريكي، ولد في 1940. حزبياً، نشط في الحزب الجمهوري. وقد انتخب عضو مجلس ولاية نيومكسيكو.